# Københavns Idræts Forening
Københavns Idræts Forening (förkortad Københavns IF, KIF) är en dansk friidrottsklubb på Østerbro i Köpenhamn.
Föreningen har sin idrottsanläggning på Østerbro Stadion och i Club Danmark Hallen i Valby. Idrottsföreningen grundades 1892 och är därmed Danmarks första och äldsta friidrottsklubb. Föreningens namn ändrades från Københavns Fodsports-Forening till Københavns Idræts Forening (KIF) 1914. Klubben har vunnit runt 600 danska mästerskap och haft 37 OS-deltagare. Klubben är arrangör av Danmarks största löpartävling Eremitageløbet.

## Föreningens historia

### Starten
Idrottsföreningen grundades på ett ungkarlsrum på Blegdamsvej 128, tredje våningen, den 24 oktober 1892 under namnet Københavns Fodsports-Forening (KFF), vilket gör den till Danmarks äldsta friidrottsförening, men inte den första. Den förmodade första riktiga friidrottsföreningen i Danmark, Foreningen Sport, grundades den 27 juni 1886 på Österbro i Köpenhamn men finns inte längre. Københavns Fodsports-Forenings namn ändrades först till Københavns Idræts Forening (KIF) 1914. Värden för det grundande mötet var fotbollsspelaren och guldsmeden Alfred Bense, som slutade med att väljas till föreningens första ordförande. Man gjorde det från början klart att det handlade om en amatörförening, för att markera sin distans till de professionella löparna som vid den tiden kunde ses på Tivoli. Föreningen startade med tolv grundande unga löp- och gångsportentusiaster, som var tvungna att betala 35 öre i medlemsavgift varje månad. Klubbens första medlemmar var:
| - Alfred Bense, guldsmed - Marius E. Jørgensen, skulptör - Jens Kristian Jensen, kommunal lärare från Brønshøj Skole - Albert Theodor Jensen, kontorist | - Henry Strøm, kontorist - Theodor Reingaard, assistent - Axel Reingaard, skräddare - Andreas Holm (Harsfelt) | - Niels Christen Bendix Bjarnesen - Axel Hansen - Marius Myhlendorff - O. Ottesen |

Under föreningens första tio år höll man till i skolor, på Rosenborgs övningsplats och i Fælledparken. 1905 fick man skydd på kommunens fotbollsplan på Fælleden till Enghavevej, där Boldklubben Frem hade sina banor. Tävlingar hölls bland annat på Cyklistklubbens bana i Bernstorffsgade. Klubbens första danska mästerskap kom 1894 när Marius E. Jørgensen vann på en en engelsk mile där klubben tog de tre första platserna.
Vid det första danska mästerskapet i simning som hölls på Orlogsværftets ophalerbedding 1896 blev KFF:s G. Nielsen trea på 100 meter fritt på tiden 2:11,8.
Holger Nielsen och Eugen Stahl Schmidt var två av tre danska deltagare i de första olympiska spelen i Aten 1896, men klubbens största internationella namn, Ferdinand Petersen, deltog inte. Han satte den 9 augusti 1896 på Kjøbenhavns Boldklub:s gräsplan på Forchhammersvej inofficiellt världsrekord på 100 meter med tiden 11,0, vilket skulle ha räckt till seger vid OS samma år, där vinnartiden var 12,0. Tre av klubbens löpare, Albert Theodor Jensen, 11,0, vilket skulle ha räckt till seger vid OS samma år, där vinnartiden var 12,0. Tre av klubbens löpare, Albert Theodor Jensen, Poul Harboe-Christensen och Christian "C" Christensen, vann den svenska Dicksonpokalen 1897-1900.
Klubben hade tre deltagare med till OS 1900 i Paris; Ernst Schultz kom på tredje plats på 400 meter och Christian "C" Christensen kom på femte plats på 1500 meter och deltog också på 800 meter. Eugen Stahl Schmidt vann representerande en dansk/svensk trupp i dragkamp. Till OS 1908 i London hade klubben också tre deltagare; Svend Langkjær kom på åttonde plats i höjdhopp utan ansats och deltog även i längdhopp utan ansats, Harald Agger kom på femtonde plats i släggkast och Arne Højme Nielsen deltog i gång.
Tre av klubbens gångare satte under perioden runt sekelskiftet fyra världsrekord på 50 km gång. I augusti 1897 satte den tidigare nämnde Christian "C" Christensen två världsrekord inom loppet av en vecka och förbättrade rekordet från 5:33,54 till 5:30,26, men förlorade rekordet redan i september till spartanen Peter Holm. Klubbkamraten Moritz Rasmussen tog tillbaka rekordet till klubben kort efteråt när han gick på 5:27,30, men det slogs snart av tysken Ernst Förster, som hade rekordet i nästan sju år innan Thor Cederstrand, den 10 maj 1904, förbättrade världsrekordet när han gick på 5:14,05. Gemensamt för de fyra världsrekorden är att de alla sattes vid lopp arrangerade av Københavns Fodsports-Forening i Köpenhamn.

## Kända medlemmar genom åren
- Axel Valdemar Hansen
- Poul Harboe-Christensen
- Ernst Schultz
- Christian Christensen
- Henry Petersen
- Ole Dorph-Jensen
- Niels Holst-Sørensen
- Gunnar Nielsen
- Loa Olafsson
- Lene Demsitz
- Henrik Jørgensen
- Wilson Kipketer
- Søren W. Johansson
- Benjamin Hecht